# Sender Polatlı
Der Sender Polatlı war ein Langwellen-Rundfunksender in der Türkei. Er befand sich in der Nähe von Polatlı und arbeitete auf der Frequenz 180 kHz mit einer Sendeleistung von 1000 kW. Als Sendeantenne kam eine Rundstrahlantenne mit einem 250 Meter hohen, abgespannten Stahlfachwerkmast zum Einsatz.
Trotz der hohen Sendeleistung war ein Empfang in Deutschland schwierig, da die benachbarten Frequenzen 183 kHz von Europe 1 und  177 kHz von Deutschlandradio zu nahe waren.
Aufgrund von Sparmaßnahmen seitens der Türkiye Radyo ve Televizyon Kurumu (TRT = Türkische Radio- und Fernsehanstalt) wurden alle türkischen Langwellensender – so auch der Sender Polatli – im Jahr 2008 abgeschaltet [Langwellenrundfunk]. 